# Râul Cremenești
Râul Cremenești este un curs de apă, afluent al râului Vulcan.